# Тот, Янош
Я́нош Тот (венг. Tóth János; 1 сентября 1930, Тольна — 29 августа 2019) — венгерский кинооператор, режиссёр, сценарист.

## Биография
Снял несколько короткометражных лент Золтана Хусарика, с 1968 года постоянно работал с Кароем Макком.

## Избранная фильмография
- 1960: Красные чернила / Vörös tinta (Виктор Гертлер)
- 1965: Янош Хари / Háry János  (Миклош Синетар)
- 1965: Элегия / Elégia (Золтан Хусарик; короткометражный)
- 1966: Дневное затмение / Nappali sötétség (Золтан Фабри)
- 1968: Перед богом и людьми / Isten és ember elött (Карой Макк)
- 1969: Каприччо / Capriccio (Золтан Хусарик, также выступил как соавтор сценария; короткометражный)
- 1969: Америго Тот / Amerigo Tot (Золтан Хусарик; короткометражный)
- 1971: Любовь / Szerelem (Карой Макк)
- 1974: Кошки-мышки / Macskajáték (Карой Макк, также выступил как соавтор сценария)
- 1977: Высоконравственная ночь / Egy erkölcsös éjszaka (Карой Макк)
- 1978: Дорогой сынок / Drága kisfiam (Карой Макк)
- 1987: Последняя рукопись / Az utolsó kézirat (Карой Макк)
- 1997: Mozikép (Янош Тот; короткометражный)

## Признание
Премия Белы Балажа (1971, 1976). Премия имени Кошута (2001).